# Etroplus
Etroplus – rodzaj słodkowodnych ryb z rodziny pielęgnicowatych (Cichlidae). Spotykane również w wodach słonawych.

## Występowanie
Półwysep Indyjski, wyspa Cejlon.

## Klasyfikacja
Gatunki zaliczane do tego rodzaju:
- Etroplus canarensis Day, 1877
- Etroplus suratensis (Bloch, 1790) – żółtaczek cejloński[potrzebny przypis]